# (59390) Habermas
(59390) Habermas ist ein Asteroid des äußeren Hauptgürtels, der am 24. März 1999 vom italienischen Astronomen Matteo Santangelo am Osservatorio Astronomico di Monte Agliale (IAU-Code 159) in Borgo a Mozzano entdeckt wurde.
Nach der SMASS-Klassifikation (Small Main-Belt Asteroid Spectroscopic Survey) wurde bei einer spektroskopischen Untersuchung von Gianluca Masi, Sergio Foglia und Richard P. Binzel bei (59390) Habermas von einer hellen Oberfläche ausgegangen, es könnte sich also, grob gesehen, um einen S-Asteroiden handeln.
Der Asteroid wurde am 13. April 2006 nach dem deutschen Philosophen und Soziologen Jürgen Habermas benannt.